# Letectvo Středoafrické republiky
Letectvo Středoafrické republiky (francouzsky Force Aérienne Centrafricaine) je letecká složka ozbrojených sil Středoafrické republiky. Letectvo dle zpráv nevyvíjí téměř žádnou aktivitu, vzhledem k technické nezpůsobilosti jeho vybavení. V konfliktních oblastech země pravidelně hlídkují Mirage F1 Francouzského letectva, které se někdy přímo podílejí na ozbrojených střetnutích. Podle některých zdrojů bývalý prezident François Bozizé použil peníze které získal za udělení těžebních koncesí v Bakoumě k nákupu dvou starších Mil Mi-8 z Ukrajiny a jednoho Lockheed C-130 Hercules, vyrobeného v 50. letech 20. století, z USA. Jinak letectvo provozuje několik lehkých letadel, včetně nejméně jednoho vrtulníku.

## Přehled letecké techniky
| Název                          | Původ                          | Určení                            | Verze                          | Ve službě                      | Poznámky                       |                                |
| Dopravní a transportní letouny | Dopravní a transportní letouny | Dopravní a transportní letouny    | Dopravní a transportní letouny | Dopravní a transportní letouny | Dopravní a transportní letouny | Dopravní a transportní letouny |
| ------------------------------ | ------------------------------ | --------------------------------- | ------------------------------ | ------------------------------ | ------------------------------ | ------------------------------ |
| Britten-Norman Islander        | Spojené království             | užitkový/lehký transportní letoun |                                | 2                              |                                |                                |
| Vrtulníky                      |                                |                                   |                                |                                |                                |                                |
| Eurocopter AS 350              | Francie                        | lehký užitkový/spojovací vrtulník | AS-350B/H125M                  | 2                              |                                |                                |